# Jurassic Park: Operation Genesis
(Tagline del videogioco)
Jurassic Park: Operation Genesis è un videogioco gestionale e strategico in tempo reale, ma anche con componenti di altro tipo; sviluppato dalla BlueTongue nel 2003, che si ispira alla trilogia cinematografica che ha avuto inizio col film Jurassic Park.
Nel videogioco si dovrà costruire un parco e controllarne la sicurezza facendo attenzione all'incolumità sia dei visitatori che dei dinosauri, sviluppando tecnologie e ascoltando i vari personaggi (tra i quali lo stesso ricco proprietario John Hammond, di cui si prende il posto), che assisteranno il giocatore a tenere sotto controllo l'andamento dell'isola e a fare i primi passi per costruire una perfetta attrazione.

## Modalità di gioco
All'inizio sarà possibile selezionare a piacimento una delle isole disponibili. Via via che si procede, si sbloccheranno anche le missioni extra che troveranno posto nel menu principale.

## Descrizione del gioco
Durante il gioco si potranno verificare incidenti legati sia all'ambiente che a malattie riscontrate dagli animali o, ancora, crash economici dovuti ad incidenti o ad una cattiva amministrazione.
A differenza del film, i personaggi presenti prendono la vostra posizione e lavoreranno a vostro favore.
Gli unici protagonisti mancanti nel videogioco sono Ian Malcolm, nel film interpretato da Jeff Goldblum, e Dennis Nedry, interpretato da Wayne Knight.
Il gioco dispone di vari dinosauri clonabili (molti dei quali basati sulle loro apparizioni in almeno uno dei film della saga).

## Condizioni meteorologiche presenti
- Soleggiato: quando il tempo è soleggiato non c'è alcun pericolo di danneggiamento delle strutture o alcun cambiamento di carattere nei dinosauri aggressivi (eccetto in mancanza di cibo o acqua);
- Pioggia: la pioggia non provoca danni o cambiamenti di umore, ma la visuale è ridotta;
- Tempesta: la tempesta è una pioggia molto forte accompagnata da tuoni e fulmini che può far infuriare i carnivori più feroci; i fulmini possono colpire dinosauri, uccidendoli, recinzioni, distruggendole, e strutture, danneggiandole, anche gravemente;
- Tornado: i tornado sono rari e durano poco (1 minuto circa), ma possono distruggere recinzioni e danneggiare i servizi, uccidendo tutti i dinosauri e i turisti incontrati sul suo cammino. Se ciò accade, è consigliabile suonare l'allarme su Azioni, ma se si prendono poche precauzioni, sarà obbligatorio pagare 5000$ ad ogni turista morto e riparare le strutture danneggiate;
- Ondata di calore: le ondate di calore irritano i carnivori più grandi, ma non portano a danneggiamenti strutturali: i grossi carnivori, se infuriati, tenteranno atti di cannibalismo (anche perché la causa del loro comportamento potrebbe essere proprio la fame) e tenteranno di distruggere le recinzioni per uscire.

## Dinosauri
La seguente tabella mostra tutti i dinosauri che si possono creare in laboratorio, precisamente nella Nursery; è possibile generare un esemplare se si possiede almeno il 50% del DNA della specie, ottenibile dai fossili che possono essere a loro volta reperiti sul mercato o in seguito a scavi.
| Dinosauri           | Periodo    | Gruppo            | Valutazione | Film a cui si basa la colorazione della pelle |
| ------------------- | ---------- | ----------------- | ----------- | --------------------------------------------- |
| Dryosaurus          | Giurassico | Piccolo erbivoro  |             | N/A                                           |
| Gallimimus          | Cretaceo   | Piccolo erbivoro  |             | Jurassic Park                                 |
| Homalocephale       | Cretaceo   | Piccolo erbivoro  |             | N/A                                           |
| Kentrosaurus        | Giurassico | Piccolo erbivoro  |             | N/A                                           |
| Pachycephalosaurus  | Cretaceo   | Piccolo erbivoro  |             | Il mondo perduto - Jurassic Park              |
| Styracosaurus       | Cretaceo   | Piccolo erbivoro  |             | N/A                                           |
| Ankylosaurus        | Cretaceo   | Grande erbivoro   |             | Jurassic Park III                             |
| Brachiosaurus       | Giurassico | Grande erbivoro   |             | Jurassic Park/Jurassic Park III               |
| Camarasaurus        | Giurassico | Grande erbivoro   |             | N/A                                           |
| Corythosaurus       | Cretaceo   | Grande erbivoro   |             | Jurassic Park III                             |
| Edmontosaurus       | Cretaceo   | Grande erbivoro   |             | Il mondo perduto - Jurassic Park              |
| Ouranosaurus        | Cretaceo   | Grande erbivoro   |             | N/A                                           |
| Parasaurolophus     | Cretaceo   | Grande erbivoro   |             | Il mondo perduto - Jurassic Park              |
| Stegosaurus         | Giurassico | Grande erbivoro   |             | Il mondo perduto - Jurassic Park              |
| Torosaurus          | Cretaceo   | Grande erbivoro   |             | N/A                                           |
| Triceratops         | Cretaceo   | Grande erbivoro   |             | Jurassic Park                                 |
| Albertosaurus       | Cretaceo   | Piccolo carnivoro |             | N/A                                           |
| Ceratosaurus        | Giurassico | Piccolo carnivoro |             | Jurassic Park III                             |
| Dilophosaurus       | Giurassico | Piccolo carnivoro |             | Jurassic Park                                 |
| Velociraptor        | Cretaceo   | Piccolo carnivoro |             | Jurassic Park III (femmina)                   |
| Acrocanthosaurus    | Cretaceo   | Grande carnivoro  |             | N/A                                           |
| Allosaurus          | Giurassico | Grande carnivoro  |             | N/A                                           |
| Carcharodontosaurus | Cretaceo   | Grande carnivoro  |             | N/A                                           |
| Spinosaurus         | Cretaceo   | Grande carnivoro  |             | Jurassic Park III                             |
| Tyrannosaurus       | Cretaceo   | Grande carnivoro  |             | Jurassic Park III                             |

### Dinosauri scartati
Il Compsognathus, un importante elemento del franchise è assente, presumibilmente a causa delle sue dimensioni molto piccole le quali avrebbero creato enormi problemi di gioco. Altre specie mancanti sono quelli mostrati come embrioni conservati in celle frigorifere nel primo film, ovvero il Metriacanthosaurus e il Proceratosaurus, e il possente Mamenchisaurus del secondo film. Lo Pteranodon é assente, quest'ultimo accanto ai rettili volanti e voliere. I piani per i rettili marini inoltre non sono mai stati portati a compimento. Tre dinosauri visti sulla mappa del parco nel primo film, il Baryonyx, l'Herrerasaurus e il Segisaurus sono mancanti, anche se il primo originariamente sarebbe dovuto apparire nel gioco. Secondo Blue Tongue il gioco doveva avere in origine 40 dinosauri, ma quasi la metà sono stati rimossi nella versione finale, tra questi, presenti ancora nei file del gioco sono Alioramus, Apatosaurus, Baryonyx, Deinonychus, Diplodocus, Iguanodon, Maiasaura, Ornithomimus, Panoplosaurus, Tenontosaurus, Thescelosaurus, Wuerhosaurus, Yangchuanosaurus.